# MPC 75
MPC 75 war ein Flugzeugprojekt der Firma MPC Aircraft GmbH, einer 100%igen Tochter der „Deutsche Airbus“. Die Projektarbeiten fanden im Wesentlichen in der Zeit von 1988 bis 1992 in Hamburg statt, wonach die Vorentwicklung abgeschlossen werden konnte. Das Projekt erhielt aber kein go ahead und ging nicht in die volle Entwicklung.

## Geschichte
Die „Deutsche Airbus“ ging aus dem Unternehmen Messerschmitt-Bölkow-Blohm (MBB) hervor und war Teil des Airbus-Konsortiums – damals noch ein unabhängiges deutsches Unternehmen. Der Name „MPC“ leitet sich ab aus MBB und People’s Republic of China, denn das Projekt war eine gemeinsame deutsch-chinesische Unternehmung, die noch zu Zeiten von MBB gestartet wurde. Der chinesische Partner war die „China Aviation Technology Import-Export Corporation“ (CATIC). Entwicklungsleiter des Projektes wurde Jürgen Thomas.
Der erste Entwurf des MPC 75 war als ein 75-Sitzer-Regionaljet (4 Sitze in einer Reihe), mit Propfan-Triebwerken und einem T-Leitwerk ausgelegt. In der zweiten Planungsstufe entwickelte man einen 89-Sitzer (MPC 75-100, 5 Sitze in einer Reihe), mit konventionellen Turbofan-Triebwerken und konventioneller Leitwerkskonfiguration. Vorgesehen war auch eine verlängerte Version mit einer Kapazität von bis zu 115 Passagieren (MPC 75-200).
Im Jahr 1991 sollte eine Entscheidung zum Baubeginn getroffen werden, wonach der Erstflug Ende 1994 hätte erfolgen können. Die ersten Serienmaschinen sollten demnach 1996 bis 1998 ausgeliefert werden. Der MPC 75 war gedacht für die Marktlücke der 100-Sitzer (unterhalb der Boeing 737 oder des Airbus A319). Der Baubeginn wurde aber immer wieder hinausgeschoben und schließlich nie realisiert. Heute füllen die Embraer E-Jets und der Bombardier Canadair Regional Jet dieses Marktsegment.
Das geplante Fly-by-Wire-Flugsteuerungssystem des MPC 75 wurde aber im Forschungsflugzeug ATD, das auf der VFW 614 basierte, erfolgreich umgesetzt.

## Konstruktion
Die Struktur des MPC 75 sollte auf eine Lebensdauer von 25.000 Flügen und 75.000 Flugstunden ausgelegt werden. In großem Umfang war der Einsatz von modernen Verbundwerkstoffen geplant, um das Zellengewicht gegenüber konventionellen Konstruktionen um 20 % senken zu können. Hervorzuheben ist auch die vorgesehene Fly-by-wire-Flugsteuerung mit Sidesticks und CRT-Anzeigen im Cockpit. Die Triebwerke sollten ein hohes Nebenstromverhältnis aufweisen. Durch den Einsatz dieser fortschrittlichen Technologien wurden für den MPC 75 deutlich geringere Betriebskosten im Vergleich zu Konkurrenzmustern als erreichbar angesehen.

## Technische Daten (geplant)
| Kenngröße                        | MPC-75-100                                                                                            | MPC-75-200                                                                                            |
| -------------------------------- | --- | --- |
| Passagiere                       | 89 | 115                                                                                                   |
| Länge                            | 28,50 m                                                                                               | 33,60 m                                                                                               |
| Spannweite                       | 29,70 m                                                                                               | 29,70 m                                                                                               |
| Höhe                             | 10,20 m                                                                                               | 10,20 m                                                                                               |
| Leermasse                        | 24.500 kg                                                                                             | 27.000 kg                                                                                             |
| max. Startmasse                  | 39.950 kg                                                                                             | 45.100 kg                                                                                             |
| ökonomische Reisegeschwindigkeit | 819 km/h (Mach 0,77)                                                                                  | 819 km/h (Mach 0,77)                                                                                  |
| Reiseflughöhe                    | 37.100 ft (ca. 11.310 m)                                                                              | 39.250 ft (ca. 11.960 m)                                                                              |
| Reichweite                       | 3000 km (1600 NM)                                                                                     | 2600 km (1400 NM)                                                                                     |
| Triebwerke                       | zwei Turbofan-Triebwerke verbessertes RB 580, mit einem Triebwerkskern basierend auf den Allison T406 | zwei Turbofan-Triebwerke verbessertes RB 580, mit einem Triebwerkskern basierend auf den Allison T406 |
| Triebwerksschub                  | 62,3 kN                                                                                               | 73,4 kN                                                                                               |